# Porsica
Porsica is een geslacht van vlinders van de familie tandvlinders (Notodontidae).

## Soorten
- P. acarodes Turner, 1903
- P. albescens Gaede, 1930
- P. benderi Schintlmeister, 1981
- P. circumducta Gaede, 1930
- P. curvaria Hampson, 1892
- P. dyspines West., 1932
- P. ferreopicta Hampson, 1900
- P. ingens Walker, 1866
- P. luzonica Semper, 1896
- P. palua Kiriakoff, 1970
- P. primaria Schintlmeister, 1981
- P. punctifascia Hampson, 1897
- P. rufocostata Gaede, 1930
- P. sidaonta Kiriakoff, 1970